# Aeschnosoma auripennis
Aeschnosoma auripennis – gatunek ważki z rodziny szklarkowatych (Corduliidae). Występuje w północnej części Ameryki Południowej; stwierdzony w Brazylii (w stanach Amazonas i Roraima), Wenezueli i Surinamie.
Gatunek ten opisał w 1970 roku Dirk Cornelis Geijskes w oparciu o okazy wyłącznie samic – holotyp i 5 paratypów, w tym jeden przeobrażony w laboratorium z larwy; autor opisał także larwy tego gatunku. Samca opisano dopiero w 2013 roku w oparciu o okaz przeobrażony w laboratorium z larwy odłowionej w strumieniu w gminie Presidente Figueiredo w Brazylii.